# عدنان الحافظ
عدنان الحافظ لاعب كرة قدم سوري من مواليد حمص، يلعب مع الطليعة، وهو يلعب مع منتخب سوريا لكرة القدم.

## روابط خارجية
- عدنان الحافظ على موقع الاتحاد الدولي (مؤرشف)  (الإنجليزية)
- عدنان الحافظ على موقع قاعدة بيانات كرة القدم.إي يو (الإنجليزية)
- عدنان الحافظ على موقع ناشيونال فوتبول تيمز (الإنجليزية)
- عدنان الحافظ على موقع عالم كرة القدم.نت (الإنجليزية)
- عدنان الحافظ على موقع كووورة